# Dr.伊良部一郎
『Dr.伊良部一郎』（ドクターいらぶいちろう）は、2011年1月30日から同年3月27日までテレビ朝日系列の『日曜ナイトドラマ』枠で放送されていた連続テレビドラマ。本作が『日曜ナイトドラマ』枠としては最終作である。

## 概要
直木賞作家・奥田英朗による『精神科医・伊良部シリーズ』の連続ドラマ化で、精神科医・伊良部一郎が彼の元を訪れる患者たちに破天荒な診察を施し、心の病を解放させていく姿を描く一話完結形式となっている。徳重聡は本作が連続ドラマ初主演となる。また伊良部が着用する白衣のデザインを、徳重が当時所属していた石原プロモーションの先輩・舘ひろしが手がけた。
キャッチコピーは「ブルーマンデー症候群のみなさん、いらっしゃーい。」
最終回では、舘ひろしがゲスト出演した縁で、『西部警察』の劇中で使用された日産フェアレディ280Z フルオートガルウィング2By2スーパーZ、日産スカイライン2000RS ハードトップ RS-3が伊良部の父・太郎がコレクションしていた車として、スズキGSX1100 KATANA Rが木曾島の車を鳩村が追跡するシーンで登場した他、渡哲也が演じた大門圭介刑事が劇中使用したショットガンを大門刑事のコスプレをした伊良部が手にするシーンがあった。BGMも西部警察のものが一部使われた。
主演を務めた徳重が、石原プロモーション在籍時に出演したテレビ朝日制作のテレビドラマとしては最後のものとなった（本作以降、テレビ朝日制作のドラマ出演は同事務所解散後の2021年秋放映の『ドクターX〜外科医・大門未知子〜第7期』まで途絶えることとなる）。

## キャスト

### レギュラー
伊良部 一郎〈35〉
演 - 徳重聡
本作の主人公。1976年1月1日生まれ。血液型AB型。神奈川県出身。伊良部総合病院心療内科の精神科医。注射マニアで、甲高い声で「いらっしゃーい」と迎え入れた患者たちに、まずビタミン注射をし、その光景を撮影する程。自己中心的な性格の典型的なマザコンで、自由奔放な言動で周囲の人間を振り回していく。カナヅチだったが、加奈の指導により、少しだけ泳げるようになった。元は小児科医だったが、患者と同じレベルで喧嘩し、クレームが殺到したため転科。父・伊良部太郎は、伊良部総合病院院長の他に、全日本医師会理事長や、病院の系列校である大井女学院の理事長、伊良部ホールディングスのCEOなどを務めている。患者の帰りがけに「まった来ってねー」と言い放ち、それに対して「二度と来るか!」と患者が返すやり取りがお約束となっている（初診時は伊良部への呆れから、最後の診察では症状の完治を示す）。
マユミ
演 - 余貴美子
伊良部の助手を務める年齢不詳の看護師。胸元が大きく開き、スリットの入ったナース服を着用し、伊良部ですら立ち入り禁止の小部屋が診察室内に存在する。本人曰く、暴走族にも顔が利くことから、院内では伝説の元レディース説や院長の愛人説、さらに都市伝説レベルのものまで、さまざまな噂が飛び交っている。その一方で、新人看護師からは憧れの対象となることが多く、バレンタインにはたくさんのチョコをもらうほど。レディース時代、鳩村に救われたのがキッカケで足を洗った。
伊良部 茜〈24〉
演 - 原幹恵
伊良部の元妻（ただし離婚調停中のため、戸籍上はまだ伊良部の妻）。1986年6月26日生まれ。伊良部とお見合いパーティーで知り合い結婚するが、度重なる伊良部のコスプレ要求に痺れを切らし、わずか3ヶ月で破綻。1億円の慰謝料を支払ってもらうまでは離婚届に判を押さないとたびたび伊良部の元に押しかけ、何とか慰謝料を支払わせ、更に上乗せしようと弱味を探して付きまとう。伊良部からは「オッパイ女」と呼ばれているが、お見合いパーティーの席で、Gカップの胸をHカップだと嘘をついていた。さらに読者モデルをしている雑誌『Fierte』では、年齢もサバ読みしている。原作の「勃ちっ放し」に同じ立場の人物が登場するが、ドラマへの登場に伴い無かった名前が追加され、またレギュラーとして全エピソードに登場するなど、半ばオリジナルキャラの扱いとなっている。
下柳 康男
演 - 野添義弘
製薬会社・王帝製薬の営業。自社製品を売り込むために伊良部を接待する。原作における「知り合いのイラン人」に代わる人物。
ナレーション
声 - 渡辺篤史

### ゲスト
太字は患者、カッコ内は症状。
第1話
- 狩野誠司（尖端恐怖症） - 西村雅彦
- 樋口和美 - 三浦理恵子
- 吉安龍男（ブランケット症候群） - 大鷹明良
- イサオ - 國本鐘建
- 東山連合会会長 - 織本順吉

第2話
- 池山達郎（強迫神経症） - 岡田義徳
- 野村栄介 - 石橋蓮司
- 倉本 - 中山祐一朗
- 池山仁美 - 春日井静奈
- 野村の妻 - 嶋田美智子
- 金王通り商店街会長 - 邱太郎
- 『デイリーワイド』リポーター - 加藤真輝子（テレビ朝日アナウンサー）
- 『はやみみ!!』リポーター - 上宮菜々子（テレビ朝日アナウンサー）
- リポーター - 池田宣大

第3話
- 中村奈緒（視線恐怖症） - 井上和香
- 秋山エリカ - 山本ひかる
- 坂上厚子 - 黒坂真美
- 梶山亜矢子 - 柿丸美智恵

第4話
- 千堂虎雄（パニック障害） - 津川雅彦
- 木下則夫 - 綾田俊樹
- 安達社長 - 小木茂光
- 佐々木専務 - 児玉頼信
- 記者 - 遠山俊也、小林賢二、関根洋子
- 鳥海会長‐浜田晃
- 泉田純 - 鶴見辰吾
- 千堂絹代（回想） - 余貴美子（二役）

第5話
- 花巻カオル（強迫観念） - 浅野ゆう子
- 稲田光代 - 阿知波悟美
- 上村さと美（摂食障害〔拒食症〕） - 秋本奈緒美
- 久美 - 山口あゆみ
- 柚衣 - 熊田聖亜
- 『外科病棟の女たち』監督 - 佐藤正宏
- 『外科病棟の女たち』助監督 - 濱田龍司
- 『外科病棟の女たち』プロデューサー - 阿部朋子
- 『熱血ランナー』ディレクター - 川渕良和
- 記者 - 下平さやか（テレビ朝日アナウンサー）

第6話
- 大森加奈（心身症〔過敏性腸症候群〕・プール依存症） - 中山忍
- 大森尚人 - 泉政行
- 松本恵理 - 矢沢心
- 部長 - 伊藤正之
- 川端信司 - 野間慎平
- 田中りさ - 重廣レイカ
- 高野 - ジリ・ヴァンソン
- 弁護士 - 山下大輔

第7話
- 安保秀明（職業病による、ひらがなぶっ飛び症候群） - 忍成修吾
- 井沢真紀 - 中山恵
- 北原浩二 - 金原泰成
- 小野陽一 - 堀田勝
- 中岡明良 - 大地泰仁
- キャスター - 中丸新将
- 保育士 - 松岡璃奈子、田中えみ、愛未
- 秋穂 - 石井心愛
- 園児 - 春名柊夜、山田瑛瑠、花房楽
- 東京地検特捜部捜査員 - 潟山セイキ
- 女子高生 - 團遥香、清水真緒
- ラーメン店店主 - 青木一
- Not yet（本人役）

最終話
- 鳩村英輔（強迫神経症） - 舘ひろし
- 平尾健太 - 金児憲史
- 木曾島医院長 - 勝部演之
- 佃慎也 - 団時朗
- 鈴木竹彦 - 河本準一（次長課長）
- 鳩村恵子 - 兎本有紀
- 鳩村まりや - 増山加弥乃

## スタッフ
- 原作 - 奥田英朗『イン・ザ・プール』『空中ブランコ』『町長選挙』（文春文庫刊）
- 脚本 - 八津弘幸、田中一彦、高山直也
- 音楽 - 蓜島邦明
- 主題歌 -  Not yet「週末Not yet」（日本コロムビア）
- 演出 - 髙橋伸之、常廣丈太
- ゼネラルプロデューサー - 黒田徹也（テレビ朝日）
- プロデューサー - 船津浩一（テレビ朝日）、里内英司（5年D組）、松井洋子（5年D組）
- 制作協力 - 5年D組
- 制作 - テレビ朝日

## 放送日程
| 各話                                                       | 放送日        | サブタイトル                             | 原作                                  | 脚本     | 演出     | 視聴率 |
| ---------------------------------------------------------- | ------------- | ---------------------------------------- | ------------------------------------- | -------- | -------- | ------ |
| 第1話                                                      | 2011年1月30日 | 直木賞トンデモ痛快ドクターの（秘）治療法 | ハリネズミ（空中ブランコ）            | 八津弘幸 | 髙橋伸之 | 7.7%   |
| 第2話                                                      | 2011年2月06日 | 義父への殺人衝動を阻止せよ!!             | 義父のヅラ（空中ブランコ）            | 八津弘幸 | 髙橋伸之 | 8.1%   |
| 第3話                                                      | 2011年2月13日 | 美人コンパニオン!!壮絶女の闘い           | コンパニオン （イン・ザ・プール）     | 田中一彦 | 髙橋伸之 | 7.1%   |
| 第4話                                                      | 2011年2月20日 | モンスター患者!? 究極の臨死体験          | オーナー（町長選挙）                  | 高山直也 | 常廣丈太 | 8.3%   |
| 第5話                                                      | 2011年2月27日 | カリスマ女優の暴かれた秘密!?             | カリスマ稼業（町長選挙）              | 八津弘幸 | 髙橋伸之 | 6.5%   |
| 第6話                                                      | 2011年3月06日 | 水着で不倫デート!! 人妻の誘惑…           | イン・ザ・プール （イン・ザ・プール） | 高山直也 | 常廣丈太 | 5.6%   |
| 第7話                                                      | 2011年3月20日 | 恋の三角バトル!!                         | アンポンマン（町長選挙）              | 八津弘幸 | 髙橋伸之 | 6.3%   |
| 最終話                                                     | 2011年3月27日 | 最強の患者…伝説の刑事が復活!!            | いてもたっても （イン・ザ・プール）   | 八津弘幸 | 髙橋伸之 | 6.7%   |
| 平均視聴率 7.03%（視聴率は関東地区・ビデオリサーチ社調べ） |               |                                          |                                       |          |          |        |

- 『日曜洋画劇場』放送枠拡大のため、第4話は23:15開始。第6話は23:30開始。
- 3月13日に放送予定だった第7話は東日本大震災に伴うANN報道特別番組放送のため休止となり、以後1週間繰り下げ。
- メ〜テレでは、第2話の当該放送時間に選挙特別番組「速報“トリプル投票”の行方 愛知県民・名古屋市民の選択は?」を放送のため、同日の24:59 - 25:54に振替放送。